# Френч, Кейт
Кейт Ло́рен Френч (англ. Kate Lauren French; 23 сентября 1984, Флемингтон, Нью-Джерси, США) — американская актриса

, фотомодель и кинопродюсер.

## Биография
Наиболее известна ролями Ники Стивенс/Джесси из телесериала «Секс в другом городе» (2008—2009), Рене из телесериала «Холм одного дерева» (2009) и Эль из телесериала «Сплетница» (2009—2012).
С 25 сентября 2010 года Кейт замужем за фотографом Джоном Джонсоном. У супругов есть двое детей — сын Генри Уильям Джонсон (род. 12.01.2013) и дочь Шапел ДеФрайн Джонсон (род. 06.08.2016).

## Избранная фильмография
| Год       |   | Русское название | Оригинальное название | Роль |
| --------- | - | ---------------- | --------------------- | ---- |
| 2009—2012 | с | Сплетница        | Gossip Girl           | Эль  |